# ISG Ltd
ISG Ltd (tidligere Interior Services Group) er en britisk bygge- og anlægsvirksomhed. De har ca. 2.800 ansatte i 24 lande og omsætter for 2,263 mia. britiske pund (2021).
ISG blev etableret som Stanhope Interiors i 1989 af David King.